# 薛固村
薛固村是中华人民共和国陕西省咸阳市武功县小村镇所辖的一个行政村。该行政村包含薛固街、李家坎、陈家坎3个自然村。全行政村820户、人口3586人、分为13个村民小组。耕地面积2710亩。行政区划代码610431106219。